# حبيل القسيمي (حالمين)

تعديل مصدري - تعديل

حبيل القسيمي هي إحدى قرى عزلة حبيل الريدة بمديرية حالمين التابعة لمحافظة لحج، بلغ تعداد سكانها 106 نسمة حسب تعداد اليمن لعام 2004.